# Kołpaczek kropelkowaty

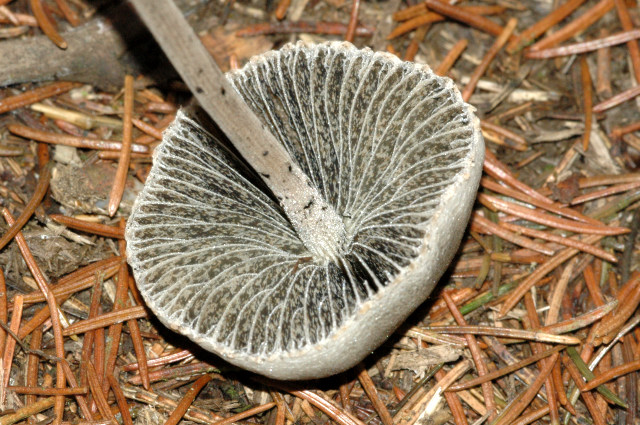

Kołpaczek kropelkowaty (Panaeolus guttulatus Bres.) – gatunek grzybów należący do rzędu pieczarkowców (Agaricales).

## Morfologia
Kapelusz
Średnica do 25 mm, kształt płaski z garbkiem, wyraźnie promieniście pomarszczony. Powierzchnia ochrowo-szara, brzeg o ostrych krawędziach, miąższ cienki. Skórka pokryta grudkami o kształcie od pęcherzykowatego do gruszkowatego, rzadko na krótkim, gładkim trzonie,
Hymenofor
Blaszkowy, blaszki gęste, rozgałęzione z międzyblaszkami, cienkie, brzuchate, wolne lub lekko przyrośnięte, czarnobrązowe. Ostrza białe.
Trzon
Wysokość do 37 mm, średnica 2 mm, przy podstawie 3 mm, cylindryczny. Powierzchnia ochrowa, nieco błyszcząca, w górnej części rowkowana, u podstawy z białą grzybnią.
Wysyp zarodników
Czarnobrązowy.
Cechy mikroskopowe
Strzępki w tramie szkliste, gładkie, cylindryczne, septowane ze sprzążkami. Pileocystyd i pleurocystyd brak. Cheiocystydy cylindryczne do wąskomaczugowatych, gładkie, bez sprzążek, 30–40 × 18–22 µm, początkowo szkliste, w pełni dojrzałe z żółtą zawartością, której pigment nie rozpuszcza się w KOH. Podstawki 4-sterygmowe, krótke, maczugowate, ze sprzążką na przegrodzie, 23 × 21 µm. Zarodniki przeważnie elipsoidalno-jajowate (najszersze na wierzchołku), ale czasami też trochę skośne, ciemnobrązowe, gładkie, grubościenne, z centralnym wierzchołkiem i porami rostkowymi, 8,5–9 (–10 [–14]) x 5–5,5 (–6,5 [–7]) µm.

## Systematyka i nazewnictwo
Pozycja w klasyfikacji według Index Fungorum: Galeropsidaceae, Agaricales, Agaricomycetidae, Agaricomycetes, Agaricomycotina, Basidiomycota, Fungi.
Po raz pierwszy opisał go Giacomo Bresàdola w 1883 r. na piaszczystej glebie pod drzewami iglastymi we Włoszech. Synonimy:
- Coprinarius guttulatus (Bres.) Mig. 1912
- Coprinarius remotus var. guttulatus (Bres.) Quél. 1886
- Panaeolus guttulatus var. merrisianoi Panchett 2015[3].

Polską nazwę zarekomendował Władysław Wojewoda w 2003 r.

## Występowanie i siedlisko
Opisano występowanie kołpaczka kropelkowatego w Europie i Ameryce. W piśmiennictwie naukowym na terenie Polski do 2003 r. podano tylko jedno stanowisko, w późniejszych latach podano kilka następnych. Według W. Wojewody jego częstość występowania i stopień zagrożenia nie są znane. Najbardziej aktualne stanowiska podaje internetowy atlas grzybów. Znajduje się w nim na liście gatunków zagrożonych i wartych objęcia ochroną.
Grzyb naziemny występujący w lasach pod drzewami.